# Liste der costa-ricanischen Botschafter beim Heiligen Stuhl
Die Botschaft befindet sich an der Largo Ecuador 6 in Rom.
| Agrément / Ernennung / Akkreditierung | Botschafter                                       | Bemerkungen                              | ernannt von                       | akkreditiert während des pontifikal Amtes von | Posten verlassen |
| ------------------------------------- | ------------------------------------------------- | ---------------------------------------- | --------------------------------- | --------------------------------------------- | ---------------- |
| 1892                                  | Alvaro Fernando de Lorenzana, Marqués de Belmonte |                                          | José Joaquín Rodríguez Zeledón    | Leo XIII.                                     | 1892             |
| 1901                                  | Emanuele M. de Peralta                            |                                          | Rafael Yglesias Castro            | Leo XIII.                                     | 1930             |
| 1938                                  | Luigi Dobles Segreda                              |                                          | León Cortés Castro                | Pius XI.                                      | 1942             |
| 1946                                  | Fürst Don Giulio Pacelli                          |                                          | Teodoro Picado Michalski          | Pius XII.                                     | 1956             |
| 1956                                  | Fürst Don Giulio Pacelli                          | Gesandtschaft zur Botschaft aufgewertet. | José Figueres Ferrer              | Pius XII.                                     | 1960             |
| 1960                                  | Franklin Aguilar Alvarado                         |                                          | Mario Echandi Jiménez             | Johannes XXIII.                               | 1967             |
| 1972                                  | Julián Zamora Dobles                              |                                          | José Figueres Ferrer              | Paul VI.                                      | 1974             |
| 1974                                  | Iván López Ocampo                                 | Geschäftsträger                          | Daniel Oduber Quirós              | Paul VI.                                      | 1978             |
| 1978                                  | Javier Guerra Laspiur                             | Geschäftsträger                          | Rodrigo Carazo Odio               | Johannes Paul II.                             | 1979             |
| 1979                                  | Alvaro Aguilar Peralta                            |                                          | Rodrigo Carazo Odio               | Johannes Paul II.                             | 1981             |
| 1981                                  | Javier Guerra Laspiur                             | Geschäftsträger                          | Rodrigo Carazo Odio               | Johannes Paul II.                             | 1983             |
| 1983                                  | Enrique Obregón Valverde                          | Geschäftsträger                          | Luis Alberto Monge Álvarez        | Johannes Paul II.                             | 1985             |
| 1985                                  | Carlos Melendez Chaverri                          |                                          | Luis Alberto Monge Álvarez        | Johannes Paul II.                             | 1986             |
| 1986                                  | Javier Guerra Laspiur                             | Geschäftsträger                          | Óscar Arias Sánchez               | Johannes Paul II.                             | 1989             |
| 1989                                  | Janina Del Vecchio Ugalde                         | Botschafterin                            | Óscar Arias Sánchez               | Johannes Paul II.                             | 1990             |
| 1990                                  | Javier Guerra Laspiur                             | Geschäftsträger                          | Rafael Ángel Calderón Fournier    | Johannes Paul II.                             | 1991             |
| 1991                                  | Manuel Antonio Hernández Gutiérrez                |                                          | Rafael Ángel Calderón Fournier    | Johannes Paul II.                             | 1994             |
| 1996                                  | Rosemary Karpinsky Dodero                         | Botschafterin                            | José María Figueres Olsen         | Johannes Paul II.                             | 1997             |
| 1997                                  | Silvia Fernández González                         | Geschäftsträgerin                        | José María Figueres Olsen         | Johannes Paul II.                             | 1998             |
| 1998                                  | Javier Guerra Laspiur                             |                                          | Miguel Angel Rodríguez Echeverría | Johannes Paul II.                             | 2006             |
| 2006                                  | Silvia Fernández González                         | Geschäftsträgerin                        | Óscar Arias Sánchez               | Benedikt XVI.                                 | 2007             |
| 2007                                  | Luis París Chaverri                               |                                          | Óscar Arias Sánchez               | Benedikt XVI.                                 | 2010             |
| 2010                                  | Fernando Sánchez Campos                           | [ 1 ]                                    | Laura Chinchilla Miranda          | Benedikt XVI.                                 |                  |